# Svenja Hübner
Svenja Hübner (* 23. Mai 1996 in Überlingen) ist eine deutsche Handballspielerin.

## Karriere
Svenja Hübner kam über den TV Überlingen und den TuS Steißlingen in die Jugend des SV Allensbach. Im aktiven Bereich konnte sie Einsätze in der 2. Bundesliga verzeichnen und spielte nach dem Abstieg 2015 für den Verein in der 3. Liga. 2019 wechselte sie zum Erstligisten TuS Metzingen. Mit Metzingen spielte sie zudem international in der EHF European League. Mit Metzingen gewann sie 2024 den DHB-Pokal.